# Campionat del món de ciclisme en pista de 1994
El Campionat Mundial de Ciclisme en Pista de 1994 es va celebrar a Palerm (Itàlia) entre el 15 i el 20 d'agost de 1994. Les competicions es van celebrar al Velòdrom Paolo Borsellino. En total es va competir en 11 disciplines, 8 de masculines i 3 de femenines. En aquesta edició van es va disputar per últim cop les proves de Mig fons darrere moto i Tàndem.

## Resultats

### Masculí
| Prova                     | Or                                                                  | Argent                                                                          | Bronze                                                                     |
| Velocitat individual      | Marty Nothstein · Estats Units                                      | Darryn Hill · Austràlia                                                         | Michael Hübner · Alemanya                                                  |
| Tàndem                    | França · Fabrice Colas · Frédéric Magné                             | Alemanya · Emanuel Raasch · Jens Glücklich                                      | Itàlia · Federico Paris · Roberto Chiappa                                  |
| Persecució individual     | Chris Boardman · Regne Unit                                         | Francis Moreau · França                                                         | Jens Lehmann · Alemanya                                                    |
| Persecució per equips     | Alemanya · Andreas Bach · Guido Fulst · Jens Lehmann · Danilo Hondo | Estats Units · Mariano Friedick · Dirk Copeland · Carl Sundquist · Adam Laurent | Austràlia · Brett Aitken · Stuart O'Grady · Rodney McGee · Tim O'Shannessy |
| Quilòmetre contrarellotge | Florian Rousseau · França ·                                         | Erin Hartwell · Estats Units ·                                                  | Shane Kelly · Austràlia ·                                                  |
| Cursa per punts           | Bruno Risi · Suïssa ·                                               | Jan Bo Petersen · Dinamarca ·                                                   | Franz Stocher · Àustria ·                                                  |
| Keirin                    | Marty Nothstein · Estats Units                                      | Michael Hübner · Alemanya                                                       | Federico Paris · Itàlia                                                    |
| Darrere moto              | Carsten Podlesch · Alemanya                                         | Roland Königshofer · Àustria ·                                                  | Alessandro Tresin · Itàlia                                                 |

### Femení
| Prova                 | Or                               | Argent                          | Bronze                        |
| Velocitat individual  | Galina Enioukhina · Rússia       | Félicia Ballanger · França      | Oksana Grishina · Rússia      |
| Persecució individual | Marion Clignet · França          | Svetlana Samokhalova · Rússia · | Janie Eickhoff · Estats Units |
| Cursa per punts       | Ingrid Haringa · Països Baixos · | Svetlana Samokhalova · Rússia · | Ludmilla Gorojanskaja Belarús |

## Medaller
| Pos. | País          | Or | Plata | Bronze | Total |
| 1    | França        | 3  | 2     | 0      | 5     |
| 2    | Alemanya      | 2  | 2     | 2      | 6     |
| 3    | Estats Units  | 2  | 2     | 1      | 5     |
| 4    | Rússia        | 1  | 2     | 1      | 4     |
| 5    | Països Baixos | 1  | 0     | 0      | 1     |
| 5    | Regne Unit    | 1  | 0     | 0      | 1     |
| 5    | Suïssa        | 1  | 0     | 0      | 1     |
| 8    | Austràlia     | 0  | 1     | 2      | 3     |
| 9    | Àustria       | 0  | 1     | 1      | 2     |
| 10   | Dinamarca     | 0  | 1     | 0      | 1     |
| 11   | Itàlia        | 0  | 0     | 3      | 3     |
| 12   | Belarús       | 0  | 0     | 1      | 1     |
|      | TOTAL         | 11 | 11    | 11     | 33    |